# 11 april
11 april is de 101e dag van het jaar (102de dag in een schrikkeljaar) in de gregoriaanse kalender. Hierna volgen nog 264 dagen tot het einde van het jaar.

## Gebeurtenissen
- Algemeen
  - 1954 - Uitgeroepen tot de saaiste en minst nieuwswaardige dag van de 20e eeuw.[1]
  - 1981 - Bloedige rellen beginnen in de Londense wijk Brixton.
  - 2011 - Bij een bomaanslag in Minsk vallen elf doden en 125 gewonden.
  - 2023 - De Sjiveloetsj-vulkaan op het Russische schiereiland Kamtsjatka komt tot een uitbarsting waarbij aswolken tot 20 km hoog de atmosfeer worden ingeblazen. In sommige naburige dorpen komt een aslaag van zo'n 8 cm neer, de dikste laag die in 60 jaar tijd is gemeten.[2]
  - 2024 - Vulkaan Taal in de Filipijnen ondergaat een freatische eruptie en produceert daarbij een ruim 2 km hoge stoompluim. Ook wordt er een verhoogde uitstoot van zwaveldioxide gemeten. Volgens deskundigen ziet het er niet naar uit dat de vulkaan lava zal gaan uitstoten.[3]

- Kunst en cultuur
  - 1888 - Opening van het Concertgebouw in Amsterdam met een inwijdingsconcert waaraan 120 muzikanten en een koor van 500 personen deelnemen.
  - 1934 - In de nacht van 10 op 11 april worden uit de Sint-Baafskathedraal in Gent (België) twee panelen van Het Lam Gods gestolen.

- Media
  - 1921 - Voor het eerst wordt een sportwedstrijd "live" op de radio uitgezonden; Florent Gibson geeft voor het radiostation KDKA in Pittsburgh een verslag van de bokswedstrijd tussen Johnny Ray en Johnny Dundee.
  - 1975 - Lee Towers maakt zijn televisiedebuut bij Voor de vuist weg van Willem Duys.[4]

- Oorlog
  - 1713 - Vrede van Utrecht.
  - 1900 - In de VS loopt de eerste bruikbare duikboot van stapel, de USS Holland (SS-1).
  - 1944 - Bombardement van Huize Kleykamp.
  - 1945 - Bevrijding van het concentratiekamp Buchenwald.
  - 1945 - Kamp Erika nabij Ommen wordt bevrijd.
  - 1961 - Begin van het proces tegen Adolf Eichmann in Jeruzalem.

- Politiek
  - 491 - Anastasius I wordt door keizerin Ariadne benoemd tot keizer van het Oost-Romeinse rijk.
  - 1689 - Willem III en Maria II worden tot koning en koningin gekroond van Engeland, Schotland en Ierland.
  - 1814 - Napoleon treedt af als keizer en wordt verbannen naar Elba.
  - 1954 - In België worden verkiezingen gehouden voor een nieuwe samenstelling van Kamer en Senaat.
  - 1968 - Mislukte moordaanslag op Duits studentenleider Rudi Dutschke in Berlijn.
  - 1979 - De Oegandese dictator Idi Amin wordt afgezet.
  - 2002 - Mislukte staatsgreep in Venezuela.
  - 2004 - Arjan Erkel wordt na 20 maanden gevangenschap bevrijd.

- Religie
  - 1922 - Benoeming van de Nederlander Johannes Olav Smit tot apostolisch vicaris van Noorwegen.
  - 1946 - Instelling van de bisschoppelijke hiërarchie in China door Paus Pius XII met 20 aartsbisdommen en 79 bisdommen.
  - 1990 - Om gezondheidsredenen draagt Moeder Teresa haar taak als generaal-overste van haar orde over.
  - 2001 - Benoeming van Gerard de Korte tot hulpbisschop van Utrecht.
  - 2002 - In Djerba, Tunesië laten moslimextremisten een tankauto met propaangas ontploffen bij een synagoge: 21 doden.
  - 2014 - Het bisdom Roermond erkent dat bisschop Joannes Gijsen (1932-2013) zich heeft schuldig gemaakt aan seksueel misbruik van minderjarigen.

- Sport
  - 1910 - Voetbalclubs Eendracht en NVV Nijmegen fuseren en vormen de Nijmegen Eendracht Combinatie, beter bekend als N.E.C.
  - 1980 - Zwemmer Pär Arvidsson uit Zweden brengt in Austin het wereld- en Europees record op de 100 meter vlinderslag op 54,15.
  - 1982 - De Italiaanse wielrenner Silvano Contini wint de klassieker Luik-Bastenaken-Luik.
  - 1986 - In Karachi eindigt de Nederlandse hockeyploeg als zesde en laatste bij het toernooi om de Champions Trophy.
  - 1986 - Dodge Morgan behaalt een nieuw wereldrecord zeilen rond de wereld; met zijn American Promise deed hij er 150 dagen over.
  - 2001 - Het voetbalelftal van Australië verslaat dat van Amerikaans-Samoa met 31-0, de grootste zege bij een interlandwedstrijd. Archie Thompson scoort dertienmaal.
  - 2007 - De Duitse wielrenner Marcus Burghardt wint de wielerklassieker Gent-Wevelgem.
  - 2016 - Voetbalclub Sparta behaalt de titel in de eerste divisie en keert na zes jaar terug in de Eredivisie.
  - 2017 - Vlak voor een Champions League wedstrijd vindt een explosie plaats nadat de spelersbus van Borussia Dortmund richting het stadion wilde vertrekken.

- Wetenschap en technologie
  - 1929 - De Statendam III van Holland-Amerika Lijn verlaat Rotterdam voor haar eerste reis naar New York.
  - 1960 - Onder de naam Project Ozma start een wetenschappelijk experiment om te zoeken naar interstellaire radio transmissies afkomstig van andere sterrenstelsels. Het project staat onder leiding van astronoom Frank Drake.[5]
  - 1970 - Lancering van Apollo 13, de bemande ruimtevlucht naar de maan, zonder maanlanding vanwege een technisch probleem na de lancering ("Houston, we've had a problem").[6]
  - 2006 - De Venus Express, eerste missie van ESA, is in een baan om de planeet Venus gebracht.[7]
  - 2019 - Het Israëlische ruimtevaartuig Beresjiet slaagt er niet in om een zachte landing op de Maan te maken nadat op ongeveer 150 meter hoogte boven het maanoppervlak het contact met het ruimtevaartuig wegvalt.[8]

## Geboren

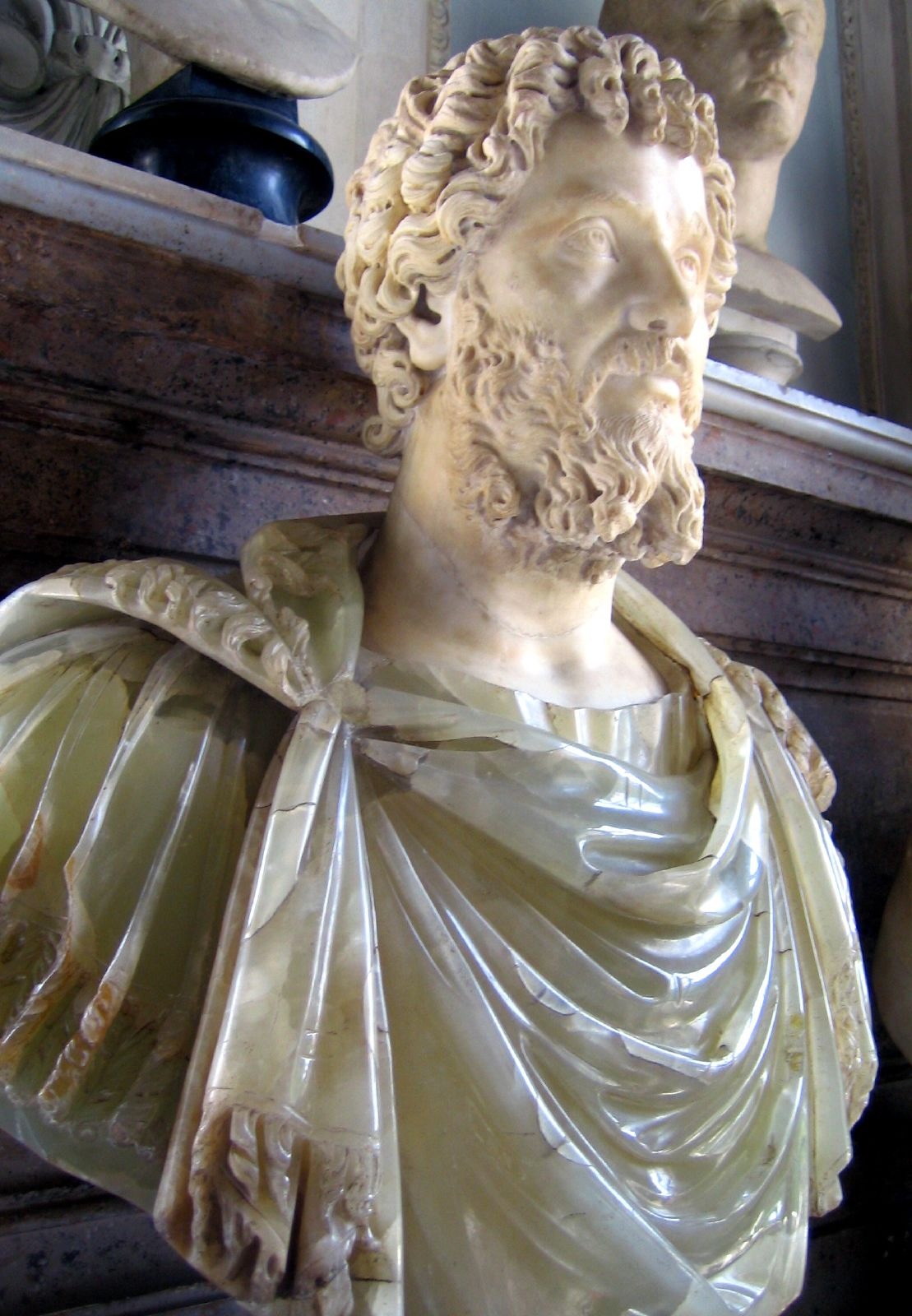
Septimius Severus
geboren in 145

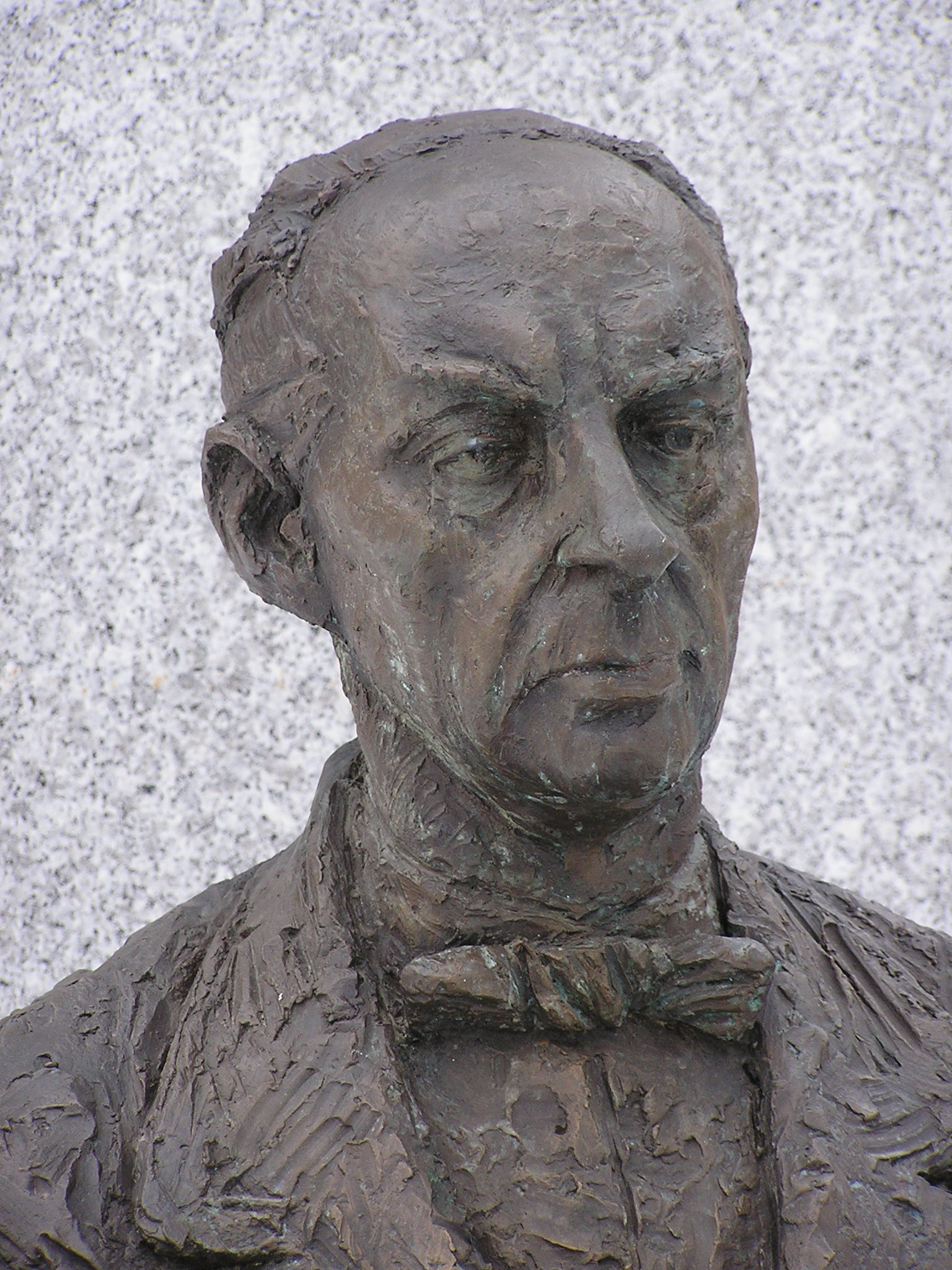
Sándor Márai
geboren in 1900

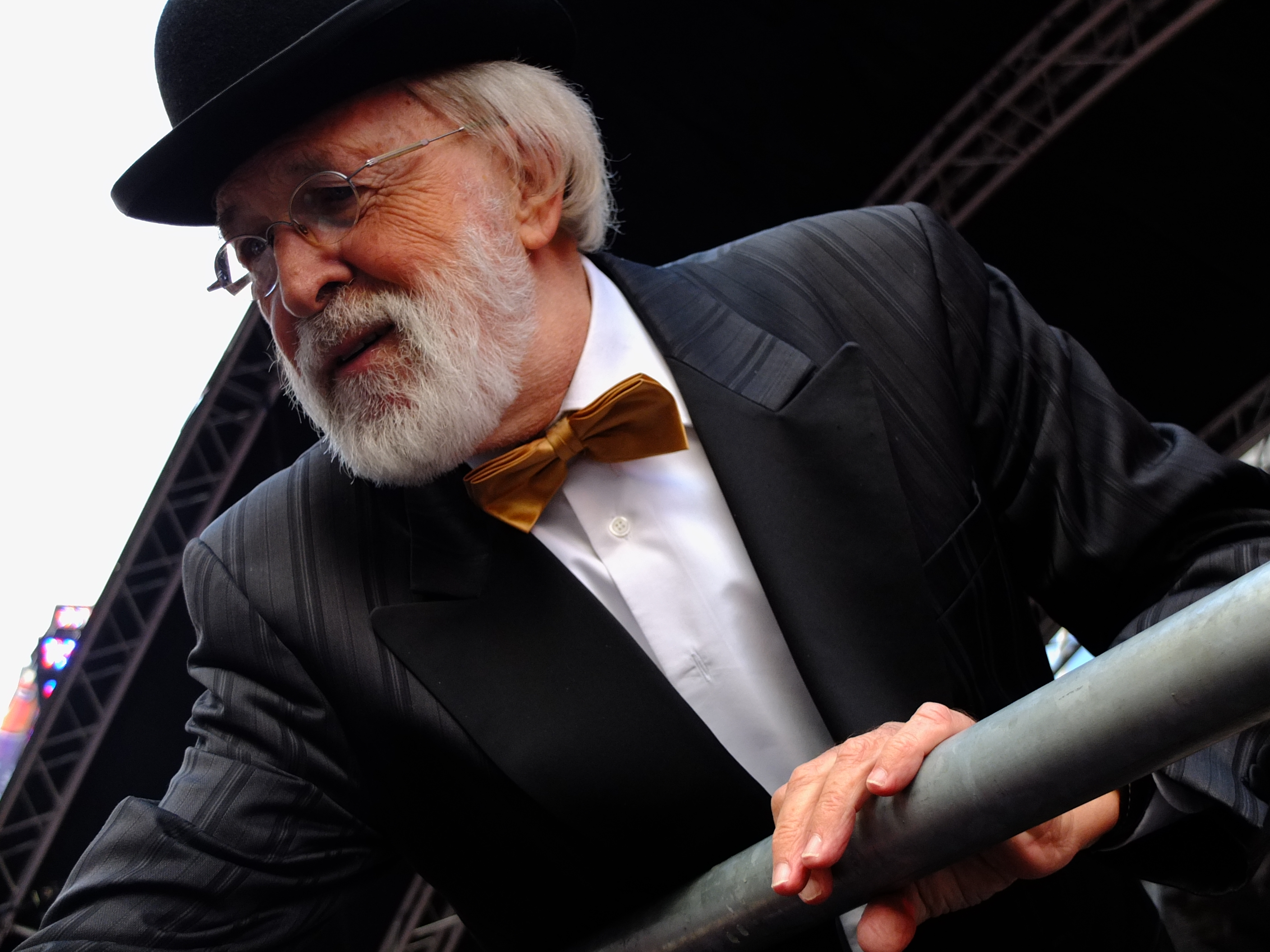
Pierre Kartner
geboren in 1935

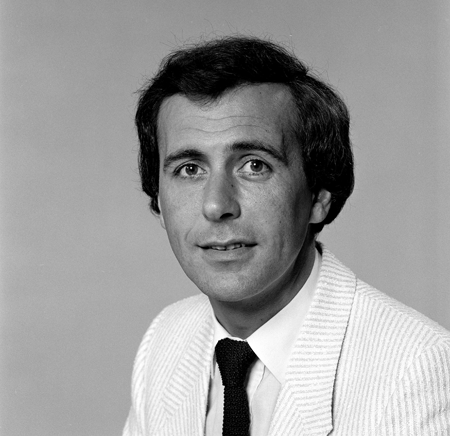
Eddy Becker
geboren in 1947

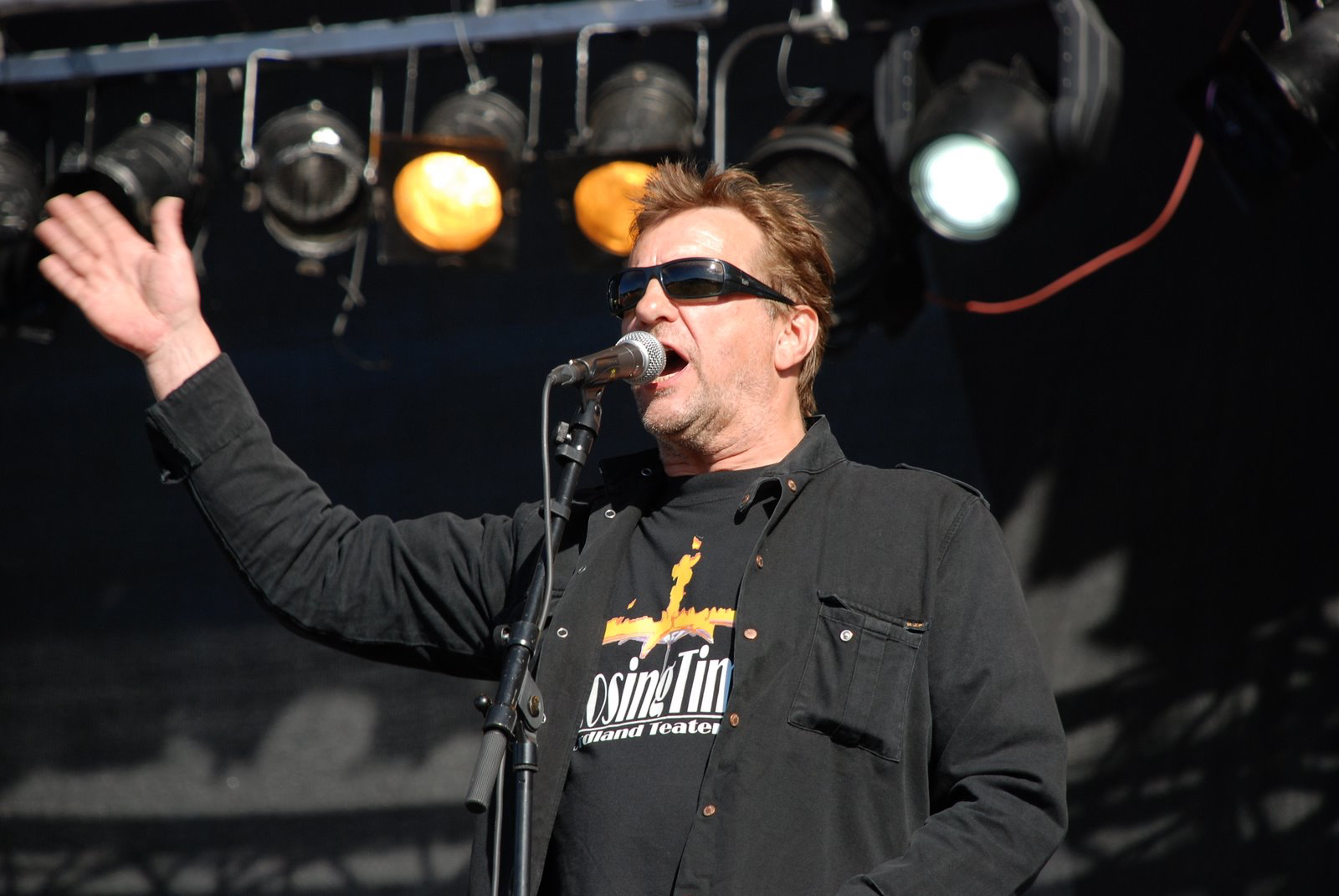
Reidar Sørensen
geboren in 1956

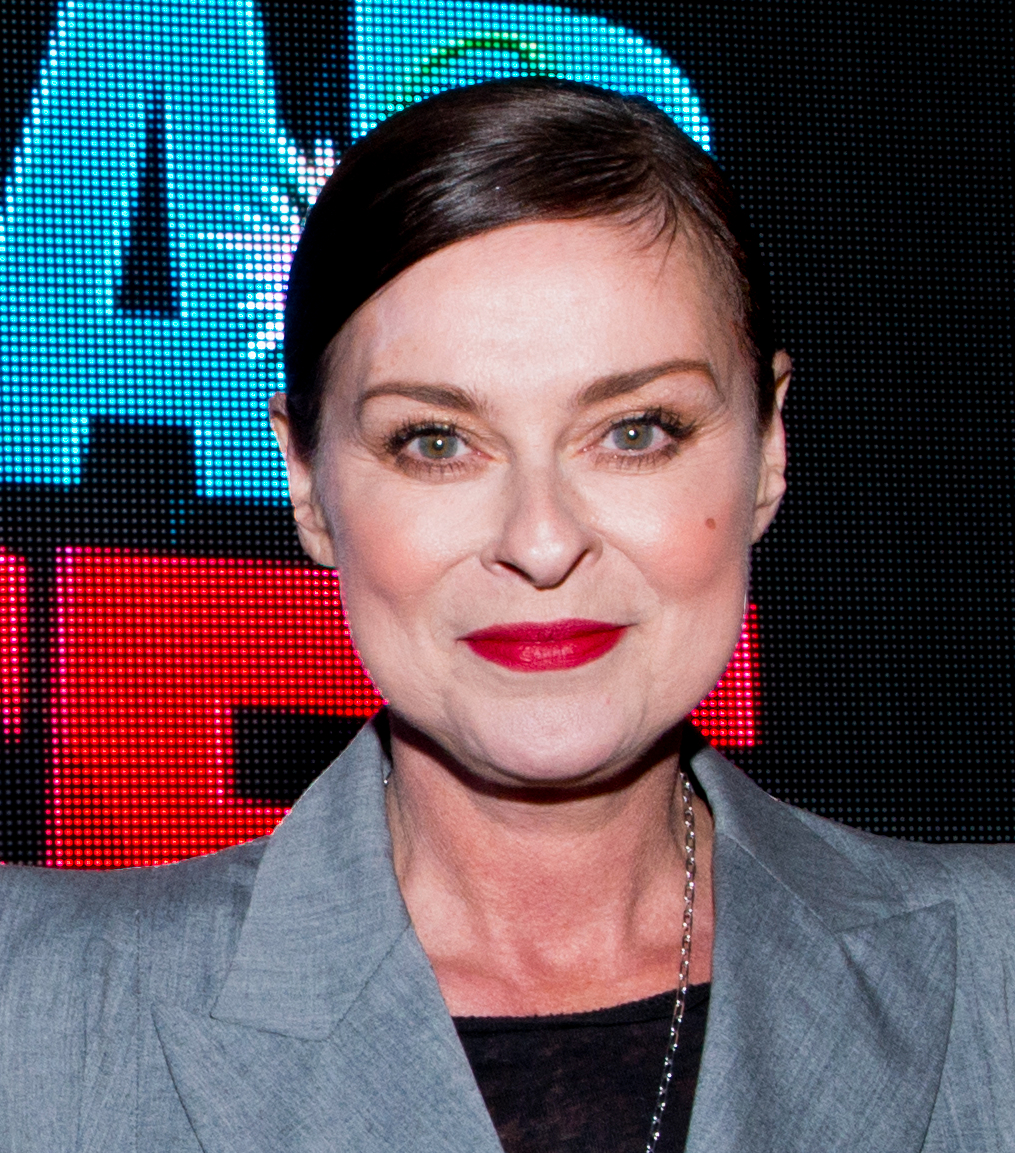
Lisa Stansfield
geboren in 1966

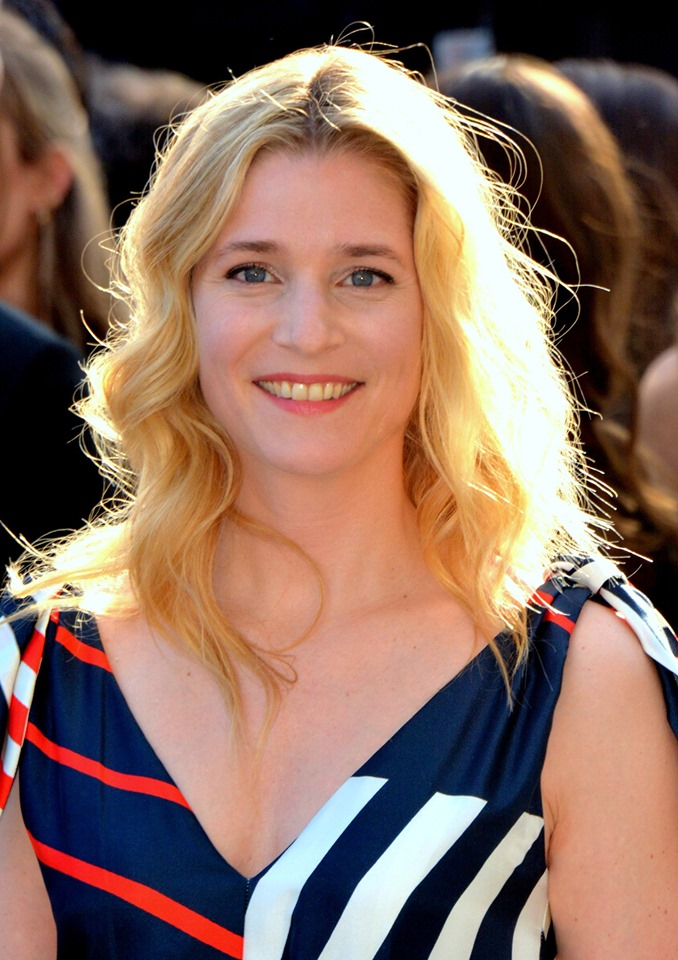
Natacha Régnier
geboren in 1974

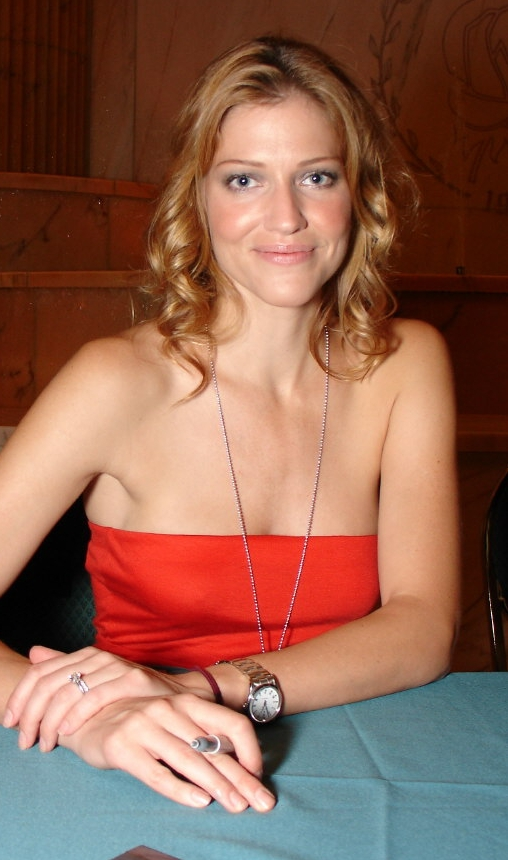
Tricia Helfer
geboren in 1974

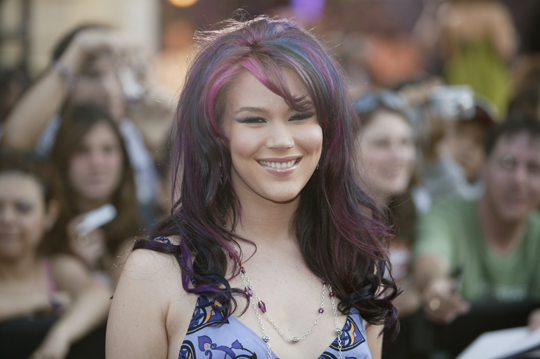
Joss Stone
geboren in 1987

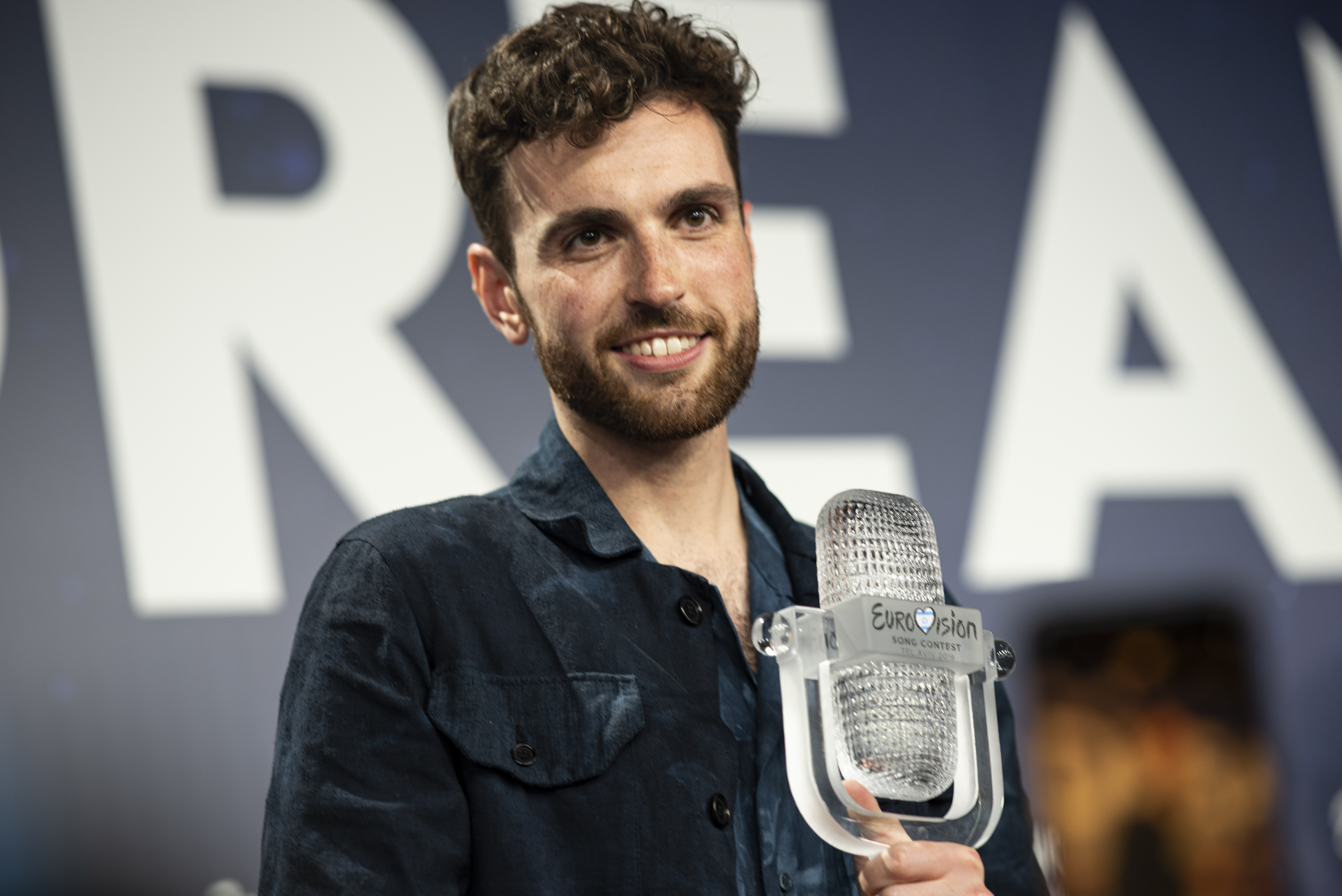
Duncan Laurence
geboren in 1994

- 145 - Septimius Severus, Romeins keizer (overleden 211)
- 778 - Lodewijk de Vrome, koning der Franken (814-840) en keizer (816-840) (overleden 840)
- 1619 - Abraham van der Hulst, Nederlands viceadmiraal (overleden 1666)
- 1673 - Nicolaas Verkolje, Nederlands kunstschilder (overleden 1746)
- 1755 - James Parkinson, Engels arts (overleden 1824)
- 1842 - Edmond Audran, Frans componist (overleden 1901)
- 1831 - Euphrosine Beernaert, Belgisch kunstschilderes (overleden 1901)
- 1877 - Janne Lundblad, Zweeds ruiter (overleden 1940)
- 1882 - Paul Reymer, Nederlands politicus (overleden 1952)
- 1890 - Felix von Heijden, Nederlands voetballer en burgemeester (overleden 1982)
- 1892 - Gerardus Johannes Marinus van het Reve, Nederlands journalist en schrijver (overleden 1975)
- 1895 - Fernand Nisot, Belgisch voetballer (overleden 1973)
- 1900 - Sándor Márai, Hongaars schrijver (overleden 1989)
- 1902 - Max Abegglen, Zwitsers voetballer (overleden 1970)
- 1903 - Wim van Dolder, Nederlands voetballer (overleden 1969)
- 1906 - Renato Cesarini, Italo-Argentijns voetballer (overleden 1969)
- 1908 - Robert O'Brien, Amerikaans autocoureur (overleden 1987)
- 1911 - Leo Glans, Surinaams kunstschilder (overleden 1980)
- 1911 - Stanisława Walasiewicz, Pools atlete (overleden 1980)
- 1912 - John Levy, Amerikaans contrabassist (overleden 2012)
- 1912 - Gusti Wolf, Oostenrijks actrice (overleden 2007)
- 1913 - Oleg Cassini, Amerikaans modeontwerper (overleden 2006)
- 1915 - Ellen de Thouars, Nederlands actrice (overleden 1997)
- 1915 - Eugène Traey, Belgisch muzikant (overleden 2006)
- 1916 - Alberto Ginastera, Argentijns componist (overleden 1983)
- 1918 - Jaap Penraat, Nederlands-Amerikaans verzetsstrijder, binnenhuisarchitect en industrieel designer (overleden 2006)
- 1920 - René Carol, Duits schlagerzanger (overleden 1978)
- 1920 - Emilio Colombo, Italiaans politicus (overleden 2013)
- 1920 - Bert Dijkstra, Nederlands acteur (overleden 2003)
- 1920 - Al Keller, Amerikaans autocoureur (overleden 1961)
- 1920 - Wayne Selser, Amerikaans autocoureur (overleden 1994)
- 1925 - Johnny Fedricks, Amerikaans autocoureur (overleden 2001)
- 1925 - Gordon Giovanelli, Amerikaans roeier (overleden 2022)
- 1925 - Emil Mangelsdorff, Duits jazzmuzikant (overleden 2022)
- 1926 - Pete Lovely, Amerikaans autocoureur (overleden 2011)
- 1926 - José Poy, Argentijns voetbaldoelman en trainer (overleden 1996)
- 1928 - Henri Garcin, Nederlands-Belgisch-Frans acteur (overleden 2022)
- 1928 - Ethel Kennedy, vrouw Amerikaans politicus Robert Kennedy (overleden 2024)
- 1928 - Nazik Saba-Yared, Palestijns schrijfster, essayist, wetenschapper en literatuurcriticus
- 1930 - Anton Szandor LaVey, Amerikaans oprichter van het modern satanisme (overleden 1997)
- 1931 - Sergio Sebastiani, Italiaans kardinaal (overleden 2024)
- 1931 - Koichi Sugiyama, Japans componist, dirigent (overleden 2021)
- 1932 - Joel Grey, Amerikaans acteur, zanger en danser
- 1932 - Bienvenido Lumbera, Filipijns schrijver, dichter en criticus (overleden 2021)
- 1932 - Bob Wilkins, Amerikaans presentator en acteur (overleden 2009)
- 1934 - Karl-Josef Rauber, Duits-Vaticaans diplomaat en kardinaal (overleden 2023)
- 1935 - Pierre Kartner (Vader Abraham), Nederlands zanger, componist en muziekproducent (overleden 2022)
- 1935 - Richard Kuklinski, Amerikaans seriemoordenaar (overleden 2006)
- 1937 - Greet Versterre, Nederlands atlete (overleden 2016)
- 1939 - Joe Burke, Iers accordeonist (overleden 2021)
- 1939 - Freddie Gorman, Amerikaans songwriter, producer en zanger (overleden 2006)
- 1939 - Luther Johnson, Amerikaans bluesmuzikant (overleden 2022)
- 1939 - Eric Nordholt, Nederlands politiefunctionaris; hoofdcommissaris van Amsterdam
- 1940 - Thomas Harris, Amerikaans schrijver
- 1940 - Władysław Komar, Pools kogelstoter (overleden 1998)
- 1941 - Joop Braakhekke, Nederlands televisiekok (overleden 2016)
- 1942 - Hans Hagenbeek, Nederlands architect (overleden 2021)
- 1942 - Paulin Hountondji, Benins filosoof, hoogleraar en politicus (overleden 2024)
- 1944 - Joke Kersten, Nederlands politica en bestuurder (overleden 2020)
- 1946 - Chris Burden, Amerikaans beeldhouwer (overleden 2015)
- 1947 - Eddy Becker, Nederlands televisiepresentator
- 1947 - Leonard Nolens, Belgisch dichter
- 1948 - Georgi Jartsev, Russisch voetballer en trainer (overleden 2022)
- 1949 - Dorothy Allison, Amerikaans shrijfster (overleden 2024)
- 1950 - Ina Brouwer, Nederlands politica
- 1950 - Karl Menzen, Duits beeldhouwer (overleden 2020)
- 1950 - Ferenc Mészáros, Hongaars voetballer (overleden 2023)
- 1950 - Pieter Muysken, Nederlands taalkundige en hoogleraar (overleden 2021)
- 1951 - Jay Benedict, Amerikaans film-, televisie-, theater- en stemacteur (overleden 2020)
- 1952 - Linda Van Tulden, Belgisch producente en regisseuse
- 1953 - Guy Verhofstadt, Belgisch politicus (premier van 1999-2008)
- 1953 - Andrew Wiles, Brits wiskundige
- 1954 - Greta Van Susteren, Amerikaans journaliste en presentatrice
- 1955 - Marnix Rueb, Nederlands illustrator, striptekenaar en cartoonist (overleden 2014)
- 1955 - Piers Sellers, Amerikaans ruimtevaarder (overleden 2016)
- 1956 - Reidar Sørensen, Noors acteur
- 1958 - Marleen Merckx, Belgisch actrice
- 1958 - Georgi Slavkov, Bulgaars voetballer (overleden 2014)
- 1960 - Jeremy Clarkson, Brits televisiepresentator
- 1960 - Marko Elsner, Sloveens voetballer en voetbalcoach (overleden 2020)
- 1961 - Jos Maes, Belgisch atleet
- 1963 - Karen Briggs, Brits judoka
- 1963 - Chris Ferguson, Amerikaans pokerspeler
- 1963 - Jörg Woithe, Oost-Duits zwemmer
- 1964 - Eline Coene, Nederlands badmintonster
- 1966 - Zeca Baleiro, Braziliaans artiest
- 1966 - Steve Bullock, Amerikaans politicus
- 1966 - Lisa Stansfield, Brits zangeres
- 1966 - Peter Stöger, Oostenrijks voetballer en voetbalcoach
- 1967 - Mambo Kurt, Duits artiest en chirurg
- 1967 - Joop Stokkel, Nederlands zwemmer en dressuurruiter
- 1968 - CB Milton, Nederlands zanger
- 1968 - Jim Van De Laer, Belgisch wielrenner
- 1968 - Mirosław Trzeciak, Pools voetballer
- 1970 - KC Boutiette, Amerikaans schaatser
- 1971 - Ute Wetzig, Duits schoonspringster
- 1972 - Annemette Jensen, Deens atlete
- 1973 - Jennifer Esposito, Amerikaans televisie- en filmactrice
- 1973 - Kris Marshall, Brits acteur
- 1973 - Chris Núñez, Amerikaans tatoeëerder
- 1974 - Àlex Corretja, Spaans tennisser
- 1974 - Natacha Régnier, Belgisch actrice
- 1974 - Tricia Helfer, Canadees actrice
- 1975 - Isolde Hallensleben, Nederlands presentatrice en actrice
- 1977 - Nicolás Filiberti, Argentijns autocoureur
- 1977 - Jiří Magál, Tsjechisch langlaufer
- 1978 - Tom Caluwé, Belgisch voetballer
- 1978 - Kevin Hulsmans, Belgisch wielrenner
- 1978 - Ariel Rosada, Argentijns voetballer
- 1978 - Victor Sikora, Nederlands voetballer
- 1979 - Haley Cope, Amerikaans zwemster
- 1980 - Stephane Hautot, Belgisch schaker
- 1980 - Keiji Tamada, Japans voetballer
- 1981 - Alessandra Ambrosio, Braziliaans model
- 1982 - Sergej Slavnov, Russisch kunstschaatser
- 1983 - Rick Flens, Nederlands wielrenner
- 1983 - Nicky Pastorelli, Nederlands autocoureur
- 1984 - Nikola Karabatić, Servisch-Frans handballer
- 1984 - Žan Košir, Sloveens snowboarder
- 1984 - Yuki Sasahara, Japans skeletonracer
- 1985 - Denise Kemkers, Nederlands atlete
- 1986 - Ashley Delaney, Australisch zwemmer
- 1986 - David Greene, Brits atleet
- 1986 - Jochem Kamphuis, Nederlands voetbalscheidsrechter
- 1987 - Joss Stone, Brits zangeres
- 1987 - Joseph Sullivan, Nieuw-Zeelands roeier
- 1988 - Aleksandar Ignjatović, Servisch voetballer
- 1988 - Gil Servaes, Belgisch voetballer
- 1990 - Andrea Roda, Italiaans autocoureur
- 1990 - Thulani Serero, Zuid-Afrikaans voetballer
- 1991 - Cédric Bakambu, Frans voetballer
- 1991 - Sofie Lauwers, Belgisch atlete
- 1991 - Mona Løseth, Noors alpineskiester
- 1991 - James Magnussen, Australisch zwemmer
- 1991 - James Roberts, Australisch zwemmer
- 1991 - Geoff Uhrhane, Australisch autocoureur
- 1993 - Florin Andone, Roemeens voetballer
- 1993 - Giorgi Chanturia, Georgisch voetballer
- 1993 - Imke Vervaet, Belgisch atlete
- 1994 - Duncan Laurence, Nederlands singer-songwriter
- 1994 - Dakota Blue Richards, Brits actrice
- 1995 - Sandy Stuvik, Thais-Noors autocoureur
- 1996 - Dele Alli, Engels voetballer
- 1996 - Leandro Burgois, Argentijns wielrenner
- 1997 - Georgia Bohl, Australisch zwemster
- 1997 - Lincoln Silva, Braziliaans wielrenner
- 1998 - Kim Remijnse, Nederlands voetbalster
- 1998 - Görkem Sağlam, Duits voetballer
- 2000 - Nadine Riesen, Zwitsers voetbalster
- 2001 - Femke Bastiaen, Belgisch voetbalster
- 2001 - Manuel Ugarte, Uruguayaans voetballer
- 2002 - Neve Bradbury, Australisch wielrenster
- 2002 - Pierre-Louis Chovet, Frans autocoureur
- 2002 - Fabian Weiss, Zwitsers wielrenner
- 2003 - Aksel Rykkvin, Noors zanger
- 2003 - Kauã Santos, Braziliaans voetballer
- 2006 - Leila Wandeler, Zwitsers voetbalster

## Overleden

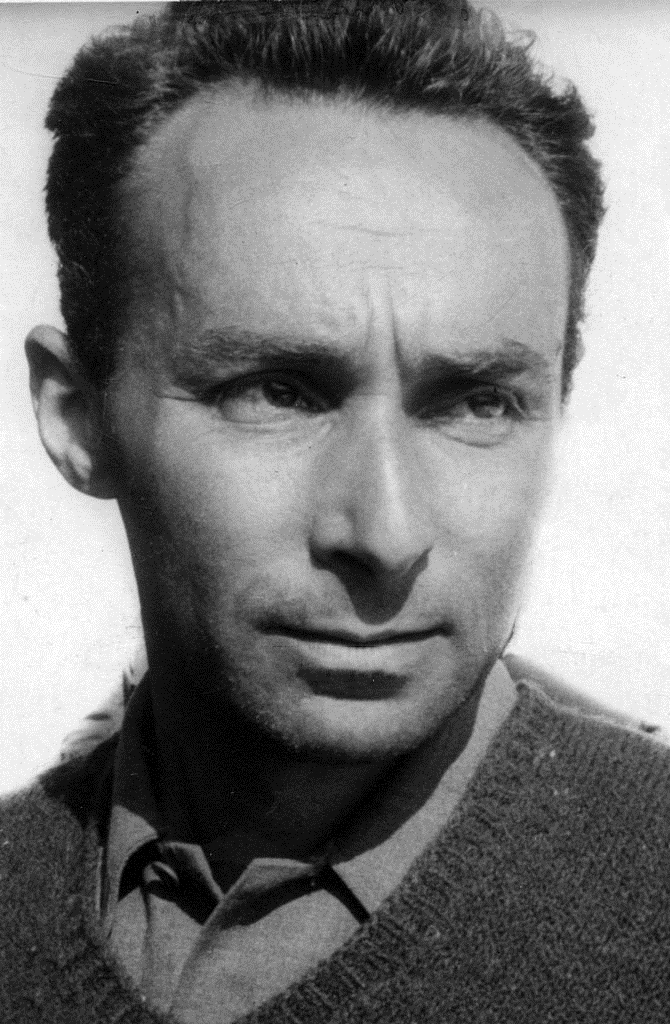
Primo Levi
overleden in 1987

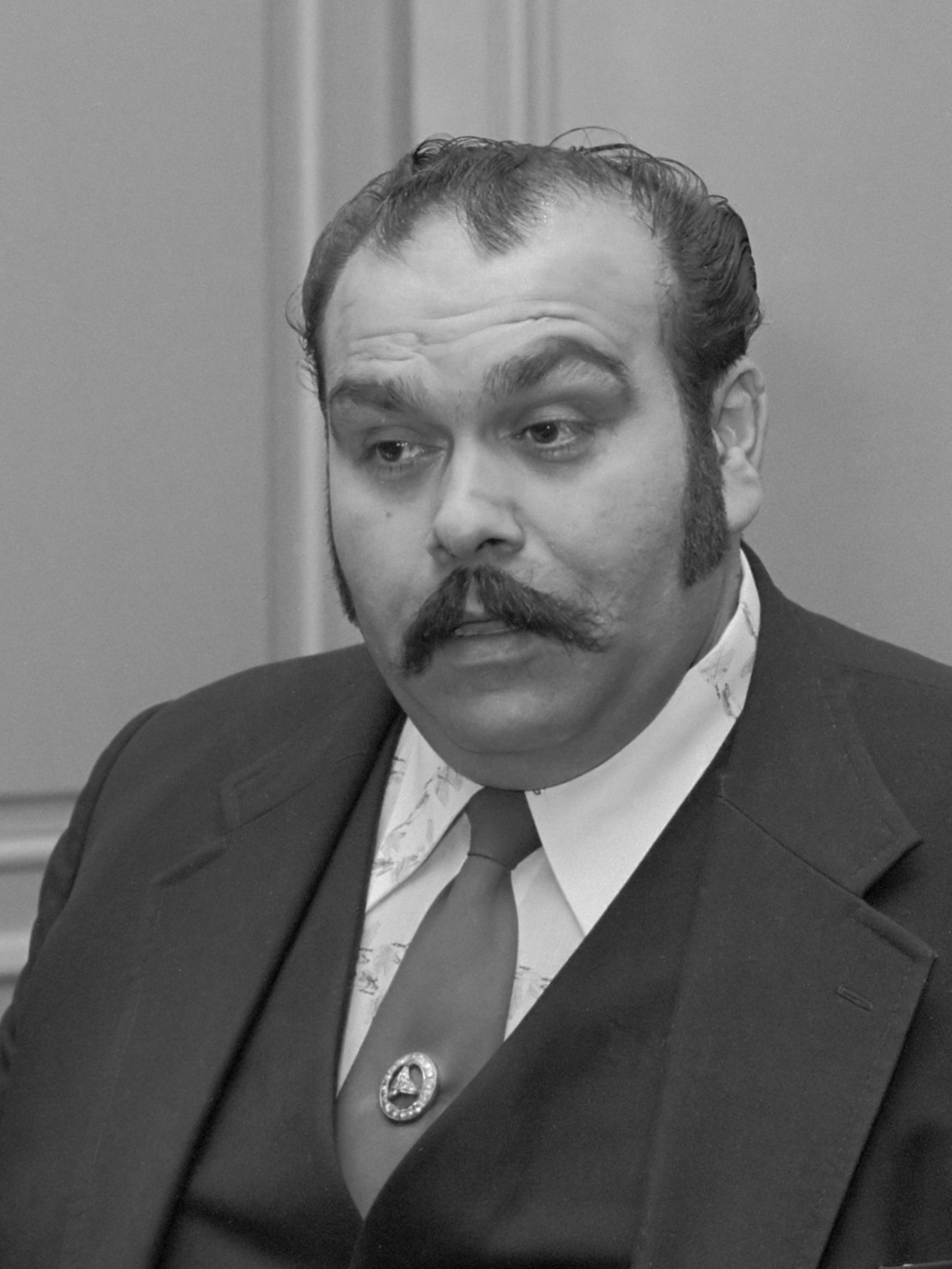
Koko Petalo
overleden in 1996

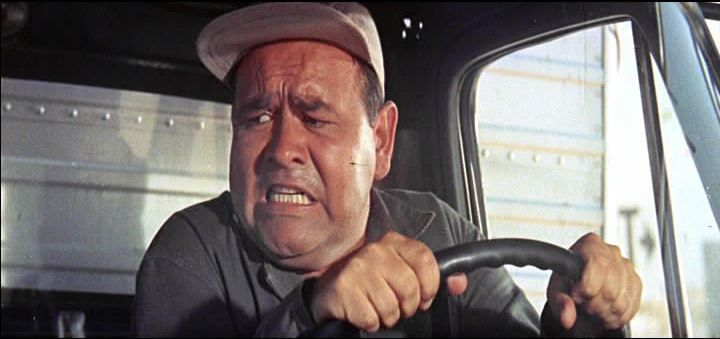
Jonathan Winters
overleden in 2013

- 1034 - Romanos III (ong. 69), keizer van Byzantium
- 1576 - Cornelius Jansenius (66), bisschop van Gent
- 1644 - Christiaan van Nassau-Siegen (27), Duits militair
- 1854 - Carl von Basedow (55), Duits arts
- 1875 - Samuel Heinrich Schwabe (85), Duits astronoom
- 1890 - Joseph Merrick (The Elephant Man) (27), Engelsman die bekend werd vanwege zijn afwijkende lichamelijk voorkomen
- 1903 - Gemma Galgani (25), Italiaans rooms-katholiek heilige
- 1908 - Henry Bird (77), Brits schaker
- 1915 - Maria Swanenburg (75), de Leidse gifmengster
- 1929 - Edmond Thieffry (36), Belgische luchtvaartpionier
- 1934 - John Collier (84), Engels kunstschilder
- 1961 - Francis de Bourguignon (70), Belgisch componist
- 1963 - Teofisto Guingona sr. (79), Filipijns bestuurder en politicus
- 1963 - Arthur Jonath (53), Duits atleet
- 1963 - Henryk Reyman (65), Pools voetballer
- 1977 - Nettie Grooss (71), Nederlands atlete
- 1977 - Jacques Prévert (77), Frans dichter, toneel- en scenarioschrijver
- 1980 - Maurice Blomme (63), Belgisch wielrenner
- 1985 - Enver Hoxha (76), Albanees partijleider
- 1987 - Arnold Deraeymaeker (70), Belgisch voetballer en voetbaltrainer
- 1987 - Rudolf Krause (80), Oost-Duits autocoureur
- 1987 - Primo Levi (67), Italiaans schrijver
- 1994 - John Block (64), Nederlands luchtvaartpionier
- 1996 - Koko Petalo (53), Nederlands zigeunerleider
- 1999 - Alan Evans (49), Brits darter
- 1999 - Vladimir Sjagin (67), Russisch kunstenaar
- 2000 - Frits Butzelaar (80), Nederlands acteur en televisieregisseur
- 2000 - Jos De Hondt (87), Belgisch politicus
- 2003 - Johannes ter Schure (80), Nederlands bisschop van Bisdom 's-Hertogenbosch
- 2004 - Lászlo Zalai (75), Hongaars voetballer en voetbaltrainer
- 2005 - Frans Dieleman (62), Nederlands geograaf
- 2005 - Lucien Laurent (97), Frans voetballer
- 2005 - John Maas (67), Nederlands militair
- 2006 - June Pointer (52), Amerikaans zangeres
- 2006 - Proof (32), Amerikaans acteur en rapper
- 2007 - Roscoe Lee Browne (73), Amerikaans acteur
- 2007 - Loïc Leferme (36), Frans freediver
- 2007 - Ronald Speirs (86), Amerikaans paratrooper
- 2007 - Kurt Vonnegut (84), Amerikaans schrijver
- 2009 - Vytautas Mažiulis (82), Litouws taalkundige
- 2009 - René Monory (85), Frans politicus
- 2009 - Tita Muñoz (81), Filipijns actrice
- 2010 - Jean Boiteux (76), Frans zwemmer
- 2010 - Carlos Imperial (79), Filipijns politicus
- 2010 - Piet Meerburg (90), Nederlands verzetsheld, mede-oprichter Filmmuseum en theaterexploitant
- 2010 - Ton Stadhouders (80), Nederlands burgemeester
- 2011 - Lewis Binford (80), Amerikaans archeoloog
- 2011 - John D'Orazio (55), Australisch politicus
- 2011 - La Esterella (91), Vlaams zangeres
- 2011 - Andrei Mutulescu (23), Roemeens voetballer
- 2012 - Ahmed Ben Bella (93), Algerijns politicus
- 2012 - Abdullah El Baoudi (25), Nederlands acteur
- 2013 - Jan Abrahamse (76), Nederlands auteur, cartograaf en wadloper
- 2013 - Don Blackman (59), Amerikaans jazz- en funkmuzikant
- 2013 - Edward Frieman (87), Amerikaans fysicus
- 2013 - Angela Voigt (61), Oost-Duits atlete
- 2013 - Jonathan Winters (87), Amerikaans acteur en komiek
- 2015 - Nico Frijda (87), Nederlands psycholoog en emeritus hoogleraar
- 2017 - J. Geils (70), Amerikaans muzikant
- 2019 - Can Bartu (83), Turks voetballer en basketballer
- 2019 - Dina (62), Portugees zangeres
- 2019 - Max van Weezel (67), Nederlands journalist
- 2020 - John Conway (82), Brits wiskundige
- 2020 - Justus Dahinden (94), Zwitsers architect
- 2020 - Antonio Ferres (96), Spaans schrijver
- 2020 - Edem Kodjo (81), Togolees politicus
- 2021 - Milou Hermus (73), Nederlands beeldend kunstenares
- 2021 - Joseph Siravo (64), Amerikaans acteur en filmproducent
- 2021 - Norbert Verswijver (73), Belgisch activist
- 2022 - Hans Junkermann (87), Duits wielrenner
- 2022 - Charnett Moffett (54), Amerikaans jazzmuzikant
- 2023 - Lotti Krekel (81), Duits carnavals-, schlagerzangeres en actrice
- 2023 - Meir Shalev (74), Israëlisch schrijver
- 2023 - Maya Wildevuur (78), Nederlands kunstenares
- 2024 - Bennie Slaats (81), Nederlands voetballer
- 2024 - Shigeharu Ueki (69), Japans voetballer
- 2025 - Mike Berry (Michael Bourne) (82), Brits acteur en zanger
- 2025 - Petra Laseur (85), Nederlands actrice
- 2025 - Max Romeo (Maxwell Livingston Smith) (80), Jamaicaans zanger
- 2025 - Riet Roosen-van Pelt (91), Nederlands politica
- 2025 - Ewald Vanvugt (81), Nederlands auteur en fotograaf

## Viering/herdenking

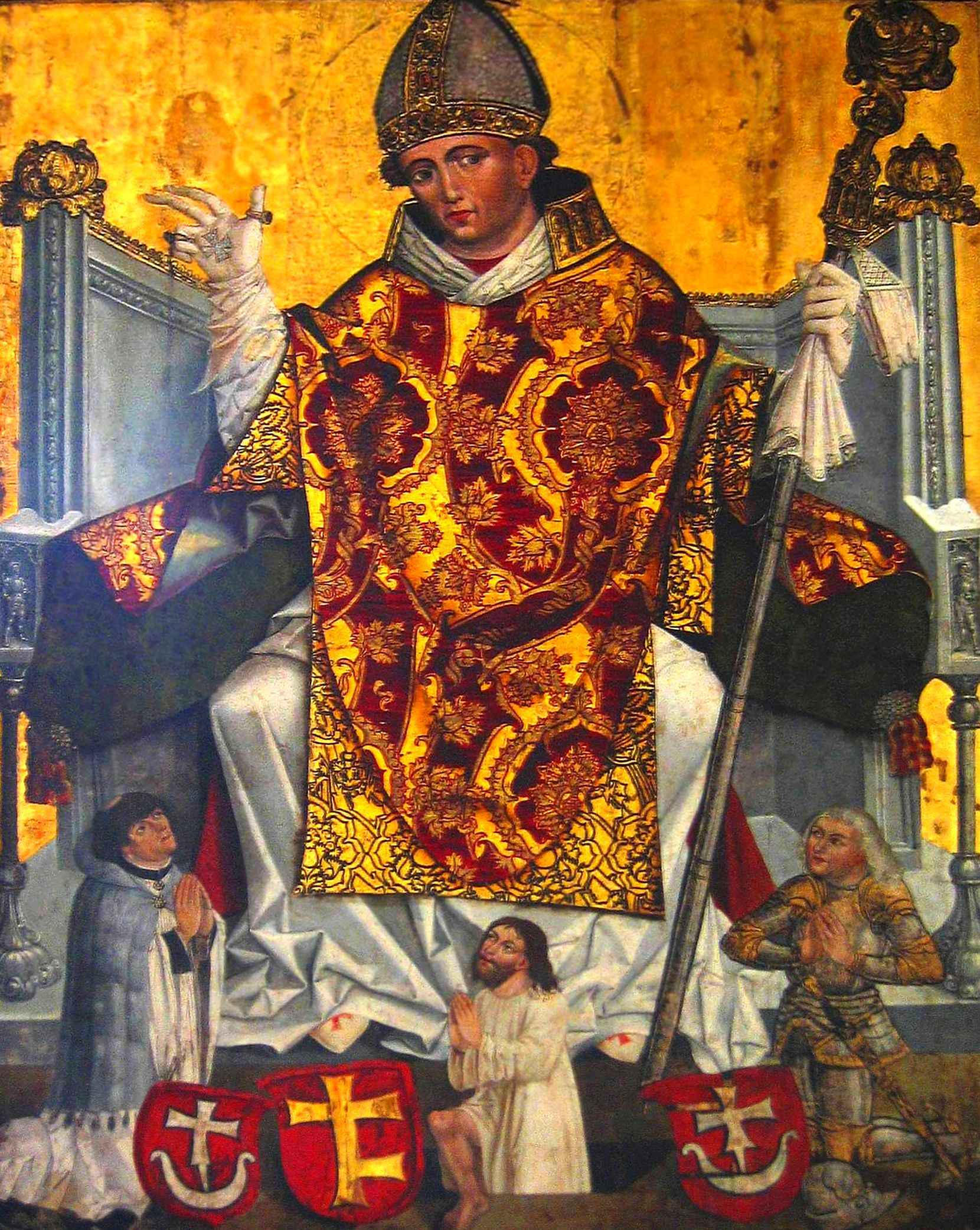
H. Stanislaus van Krakau

- Pasen in 1599, 1610, 1621, 1632, 1694, 1700, 1751, 1762, 1773, 1784, 1819, 1830, 1841, 1852, 1909, 1971, 1982, 1993, 2004, 2066.
- Parkinson-werelddag
- Rooms-katholieke kalender:
  - Heilige Stanislaus (van Krakau) († 1079) - Gedachtenis
  - Heilige Godeberta (van Noyon) († c. 700)
  - Heilige Gemma Galgani (van Lucca) († 1903)
  - Heilige Antipas (van Pergamum) († c. 90)
  - Heilige Barsanuphius (van Gaza) († 540)
  - Heiligen Domnio en Gezellen († 304)
  - Heilige Isaäk van Syrië († c. 550)
  - Heilige Raynerius van Osnabrück († 1233)
  - Heiligen martelaren van St-Gilles: Hildebrand en Stephanus († c.1209)
  - Heilige Guthlac van Croyland († 714)
  - Heilige Sancha (van Portugal) († 1229)
  - Zalige Joris Gervase († 1608)
  - Zalige Angelo Carletti (di Clavasio) († 1495)
  - Zalige Waltman van Kamerijk († 1138)
  - Zalige Johannes van Cupramontana († 1303)

## Weerextremen

### Nederland
| | Officiële records | Officiële records | Officiële records |      | Landelijke records | Landelijke records | Landelijke records |
| Gebeurtenis | Jaar              | Extreem           | Locatie           | Jaar | Extreem            | Locatie            |                    |
| --- | ----------------- | ----------------- | ----------------- | ---- | ------------------ | ------------------ | ------------------ |
| Laagste etmaalgemiddelde temperatuur (°C) | 1986              | −0,1              | De Bilt           |      | 1986               | −0,9               | Maastricht         |
| Hoogste etmaalgemiddelde temperatuur (°C) | 2009              | 16,7              | De Bilt           |      | 1952               | 17,0               | Maastricht         |
| Laagste minimumtemperatuur (°C) | 1917              | −5,5              | De Bilt           |      | 1917               | −6,9               | Eelde              |
| Hoogste minimumtemperatuur (°C) | 2024              | 11,7              | De Bilt           |      | 2009 2024          | 11,9               | Lelystad Rotterdam |
| Laagste maximumtemperatuur (°C) | 1978, 1986        | 3,6               | De Bilt           |      | 1986               | 1,8                | Maastricht         |
| Hoogste maximumtemperatuur (°C) | 1945              | 22,2              | De Bilt           |      | 1939 2011          | 24,2               | Maastricht Arcen   |
| Hoogste uurgemiddelde windsnelheid (m/s) | 1935              | 13,9              | De Bilt           |      | 1985               | 20,6               | Cadzand            |
| Hoogste windstoot (m/s) | 1958, 1960        | 21,6              | De Bilt           |      | 1985               | 28,3               | Vlissingen         |
| Langste zonneschijnduur (uur) | 2016              | 12,7              | De Bilt           |      | 1942               | 13,0               | Eelde              |
| Langste neerslagduur (uur) | 1978              | 11,8              | De Bilt           |      | 1996               | 14,9               | Arcen              |
| Hoogste etmaalsom van de neerslag (mm) | 1920, 1978        | 17,3              | De Bilt           |      | 1978               | 17,8               | Leeuwarden         |
| Laagste etmaalgemiddelde relatieve vochtigheid (%) | 1923              | 49                | De Bilt           |      | 1945               | 37                 | Maastricht         |
| Laagste uurwaarde luchtdruk op zeeniveau (hPa) | 2000              | 986,9             | De Bilt           |      | 2000               | 985,1              | Vlissingen         |
| Hoogste uurwaarde luchtdruk op zeeniveau (hPa) | 1938              | 1040,8            | De Bilt           |      | 1938               | 1041,5             | Vlissingen         |
| Officiële records worden altijd gemeten op het KNMI-weerstation in De Bilt. Landelijke records kunnen worden gemeten op elk officieel KNMI-weerstation in Nederland. |                   |                   |                   |      |                    |                    |                    |

Uitzonderlijke gebeurtenissen
- 1918 - Eerste landelijke warme dag van het jaar gemeten in Eelde (maximumtemperatuur ≥ 20 °C op een officieel weerstation)
- 1933 - Eerste officiële warme dag van het jaar (maximumtemperatuur ≥ 20 °C in De Bilt)
- 1933 - Eerste landelijke warme dag van het jaar gemeten in De Bilt, Maastricht en Vlissingen (maximumtemperatuur ≥ 20 °C op een officieel weerstation)
- 1934 - Eerste landelijke warme dag van het jaar gemeten in Maastricht (maximumtemperatuur ≥ 20 °C op een officieel weerstation)
- 1939 - Eerste officiële warme dag van het jaar (maximumtemperatuur ≥ 20 °C in De Bilt)
- 1939 - Eerste landelijke warme dag van het jaar gemeten in De Bilt en Maastricht (maximumtemperatuur ≥ 20 °C op een officieel weerstation)
- 1976 - Eerste officiële zachte dag van het jaar (maximumtemperatuur ≥ 15 °C in De Bilt)
- 1991 - Eerste officiële warme dag van het jaar (maximumtemperatuur ≥ 20 °C in De Bilt)
- 1991 - Eerste landelijke warme dag van het jaar gemeten in Arcen, Cabauw, De Bilt, De Kooy, Deelen, Eelde, Eindhoven, Gilze-Rijen, Heino, Herwijnen, Hoek van Holland, Hoogeveen, Hupsel, Lelystad, Maastricht, Marknesse, Nieuw Beerta, Rotterdam, Schiphol, Soesterberg, Valkenburg ZH, Volkel, Wilhelminadorp en IJmuiden (maximumtemperatuur ≥ 20 °C op een officieel weerstation)
- 2023 - Officieel hoogste windstoot in m/s van april dit jaar gemeten in De Bilt: 16,0. Samen met 21 april
- 2024 - Officieel hoogste uurwaarde luchtdruk op zeeniveau in hPa van april dit jaar gemeten in De Bilt: 1031,6 (voorlopig)
- 2024 - Landelijk hoogste uurwaarde luchtdruk op zeeniveau in hPa van april dit jaar gemeten in Maastricht: 1033,2 (voorlopig)

### België
Dagrecords
- 1879 - Laagste etmaalgemiddelde temperatuur 0,1 °C
- 2009 - Hoogste etmaalgemiddelde temperatuur 17,5 °C
- 1837 - Laagste minimumtemperatuur −2,8 °C
- 1939 - Hoogste maximumtemperatuur 25,6 °C
- 1913 - Hoogste etmaalsom van de neerslag 15,7 mm

Uitzonderlijke gebeurtenissen
- 1939 - Vroegste zomerdag van de eeuw in Ukkel, met 26,6 °C als maximumtemperatuur.
- 1972 - Windstoten veroorzaken belangrijke schade in de streek van Doornik.
- 1986 - Maximumtemperatuur blijft onder −4,0 °C in Botrange (Waimes).

<< · 1 · 2 · 3 · 4 · 5 · 6 · 7 · 8 · 9 · 10 · 11 · 12 · 13 · 14 · 15 · 16 · 17 · 18 · 19 · 20 · 21 · 22 · 23 · 24 · 25 · 26 · 27 · 28 · 29 · 30 · >>